# Transport en commun de Nyons
Nyons bus est le nom de la navette organisée par la ville de Nyons sur son territoire. Mis en service le 26 octobre 2010, elle se compose de 5 lignes et est exploitée par le groupe Keolis par le biais de sa filiale Keolis Portes du Dauphiné dans le cadre d’un marché public. Le parc de véhicules se compose, à l’automne 2023, de deux minibus dont un électrique.

## Histoire

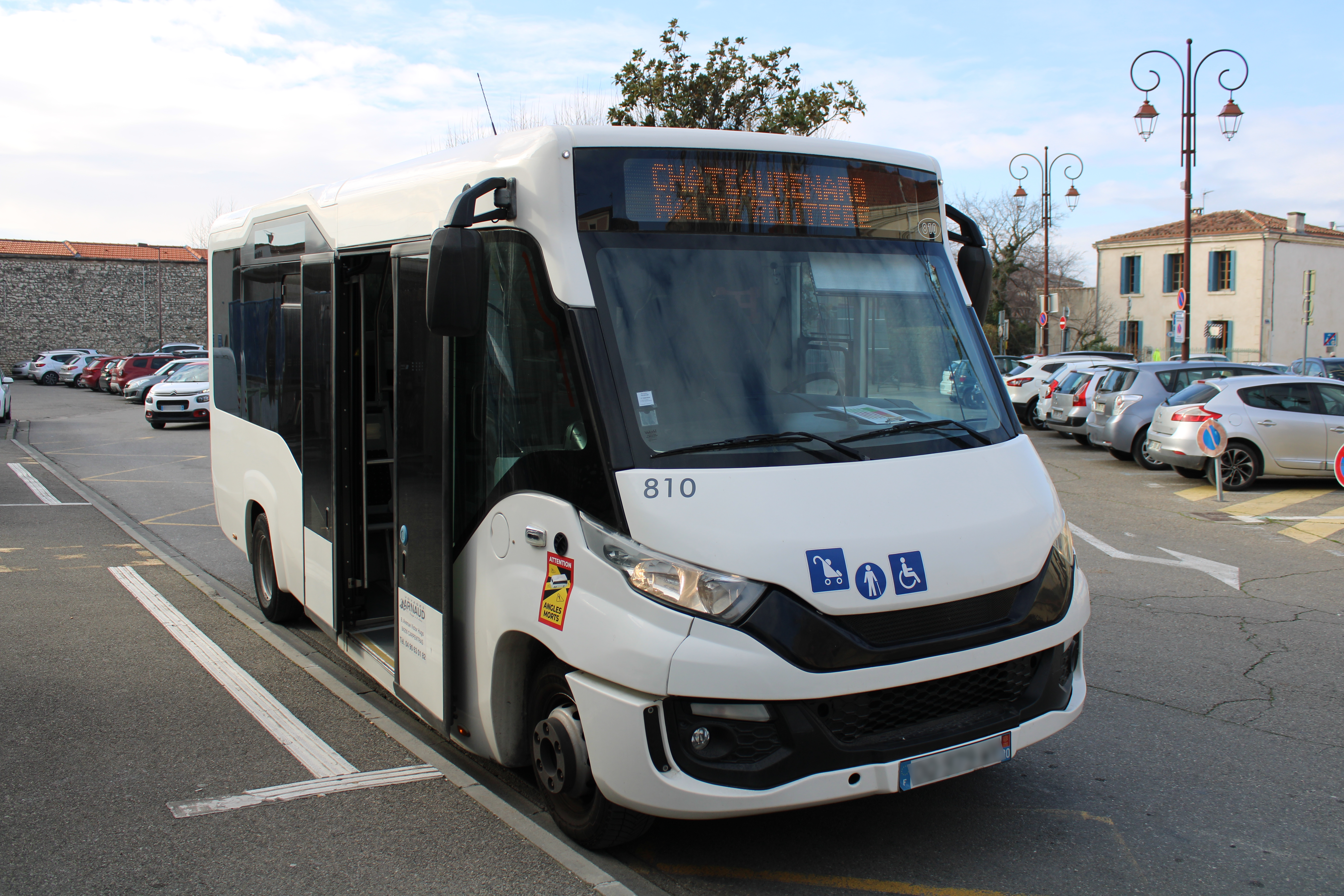
La mairie de Nyons s’inspire de la navette de Châteaurenard pour mettre en place son propre service, le Nyons Bus.

Le réseau Nyons bus est lancé le 2 novembre 2010 à la suite d’un long travail de réflexion de la mairie, qui s’inspire de la navette de Châteaurenard pour mettre en place sa propre navette. Il se compose alors de quatre circuits, sur lesquels cinq rotations quotidiennes sont assurées (hors dimanches et jours fériés). Au moment de ce lancement, la mairie mise alors sur une fréquentation annuelle de 25 000 voyageurs par an.
A la création du NyonsBus, Nyons était la plus petite ville de France à posséder un réseau de transport en commun gratuit.
Le conseil municipal du 28 septembre 2022 attribue, dans le cadre d’un marché pubic, l’exploitation du réseau pour une durée de 4 ans, du 1er janvier 2023 au 31 décembre 2026, au groupe Keolis par le biais de sa filiale Keolis Drôme Ardèche. Le transporteur s’engage à mettre en place un véhicule électrique de type Karsan e-Jest. Ce dernier est inauguré le 3 avril 2023.

## Organisateurs du réseau

### Autorité organisatrice
L’autorité organisatrice de la mobilité (AOM) est la ville de Nyons.

### Exploitant
L’exploitation du réseau est assurée par le groupe Keolis par le biais de sa filiale Keolis Portes du Dauphiné dans le cadre d’un marché public.

## Le réseau

### Territoire desservi
Depuis son lancement en novembre 2010, le réseau Nyons bus dessert la seule commune de Nyons.

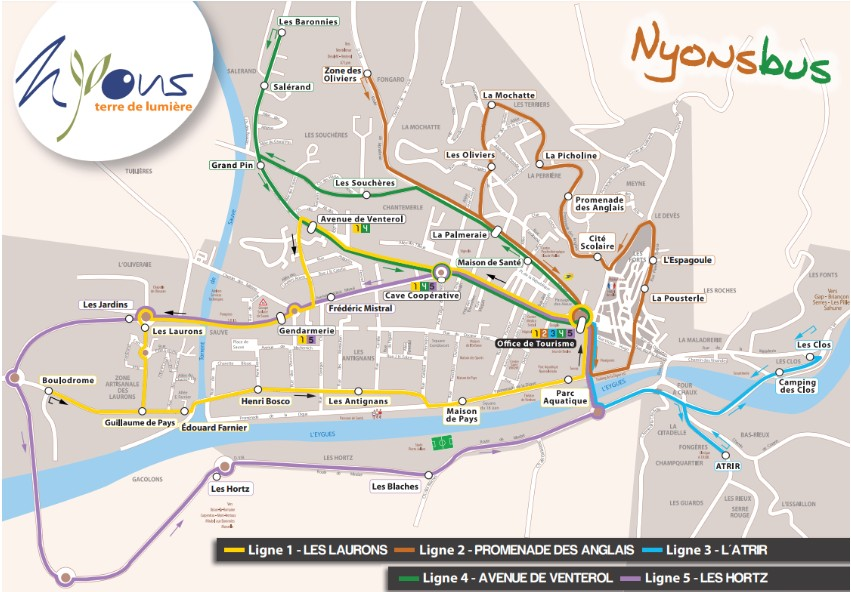
Les lignes du NyonsBus

### Les lignes
Le réseau se compose de 5 lignes :
| No | Date d'ouverture | Parcours                   | Parcours                      | Longueur | Fréquentation annuelle 2023/24 | Matériel | Exploitant                |
| No | Date d'ouverture | Terminus 1                 | Ligne                         | Longueur | Fréquentation annuelle 2023/24 | Matériel | Exploitant                |
| -- | ---------------- | -------------------------- | ----------------------------- | -------- | ------------------------------ | -------- | ------------------------- |
| 1  | -                | Nyons - Office de Tourisme | Nyons - Les Laurons           | 5,5 km   | 19358                          | Minibus  | Keolis Portes du Dauphiné |
| 2  | -                | Nyons - Office de Tourisme | Nyons - Promenade des Anglais | 4,8 km   | 6949                           | Minibus  | Keolis Portes du Dauphiné |
| 3  | -                | Nyons - Office de Tourisme | Nyons - L’Atrir               | 3 km     | 5460                           | Minibus  | Keolis Portes du Dauphiné |
| 4  | -                | Nyons - Office de Tourisme | Nyons - Avenue de Venterol    | 4,3 km   | 8438                           | Minibus  | Keolis Portes du Dauphiné |
| 5  | -                | Nyons - Office de Tourisme | Nyons - Les Hortz             | 6,7 km   | 9431                           | Minibus  | Keolis Portes du Dauphiné |

### Accessibilité aux personnes à mobilité réduite

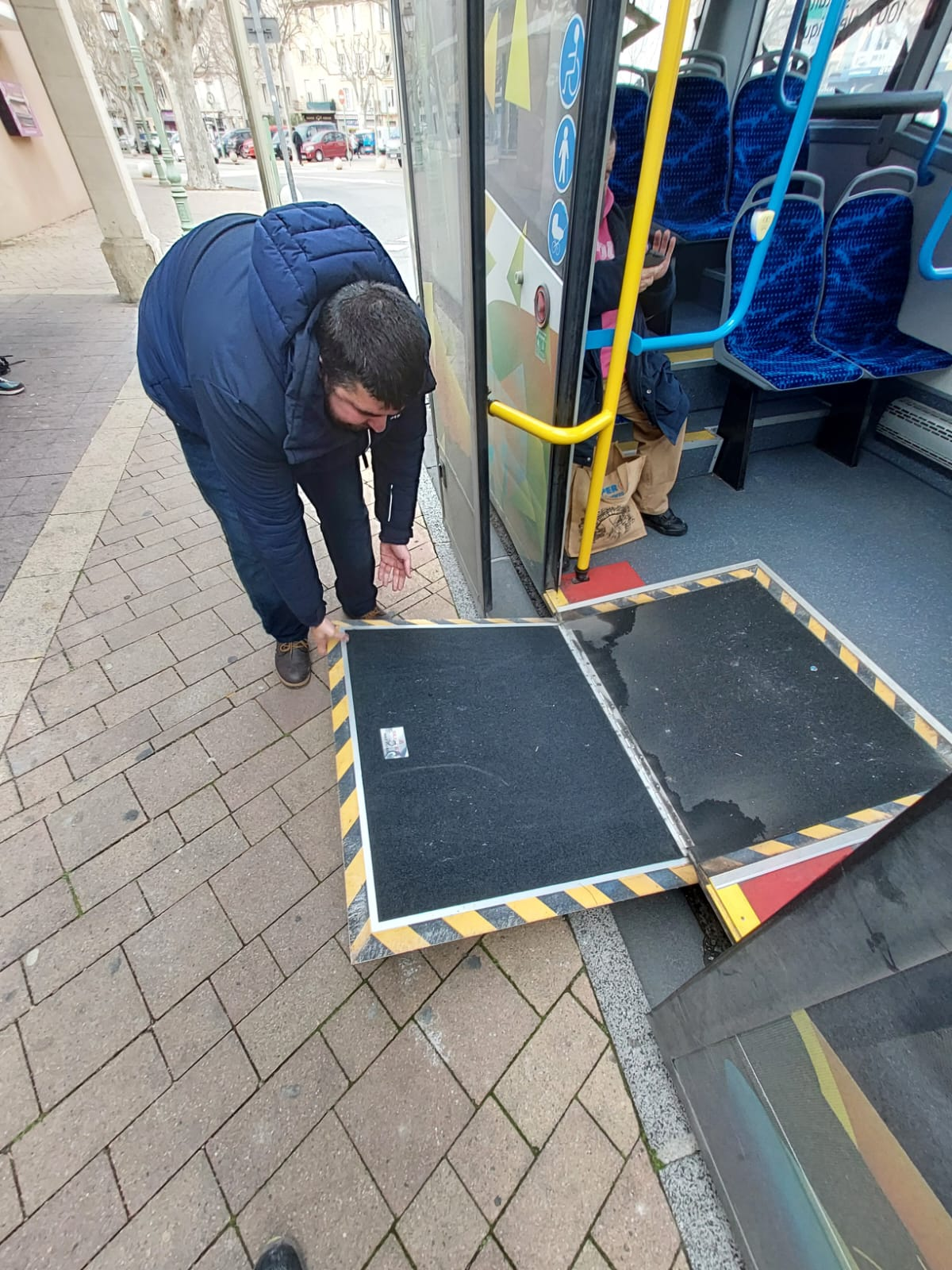
Plateforme accès PMR

Le NyonsBus est équipé d'une plateforme dépliable permettant l'accès aux personnes à mobilité réduite.

### Arrêts

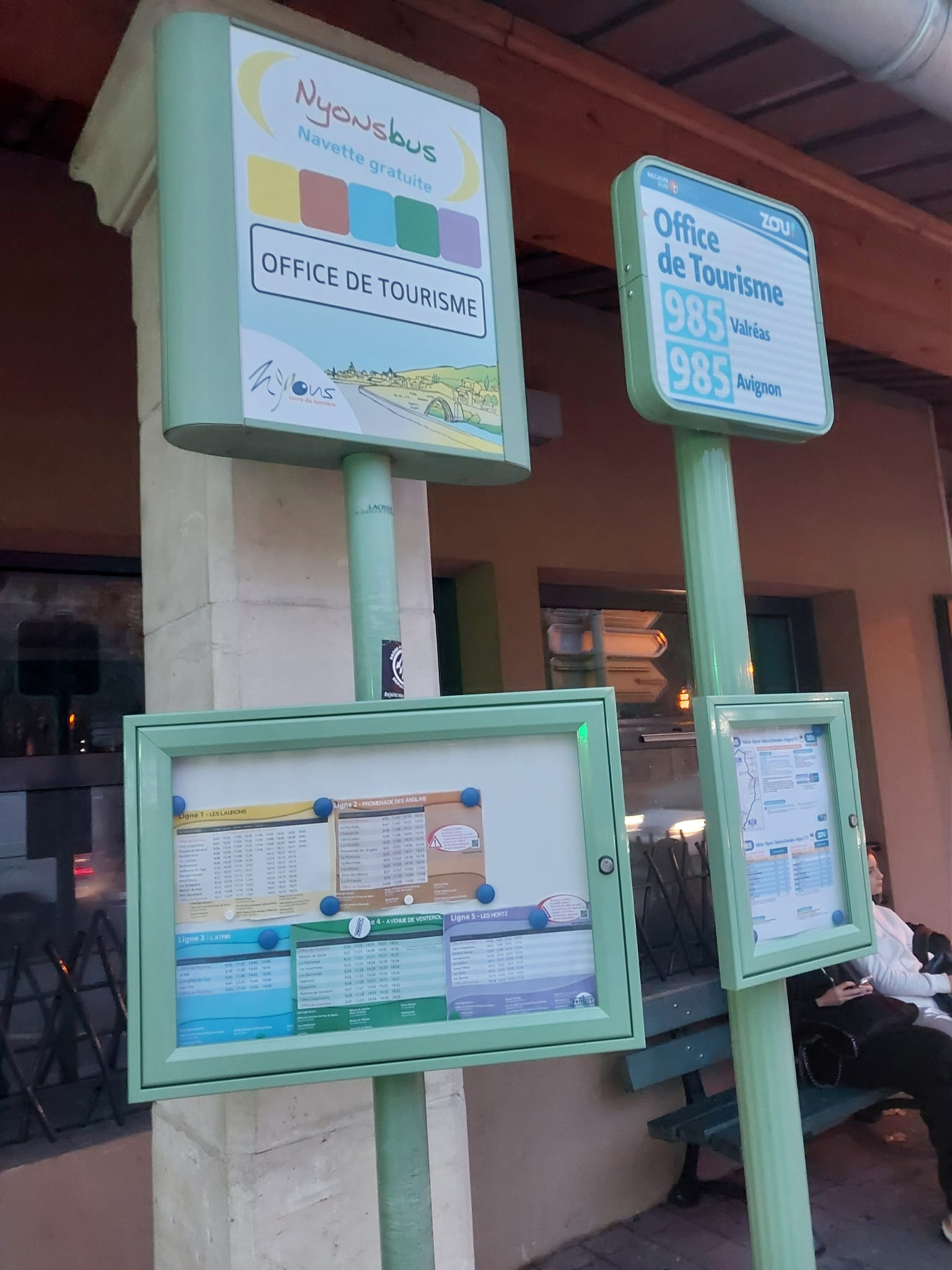
NyonsBus et ligne 985 pour Avignon à l'arrêt office du tourisme

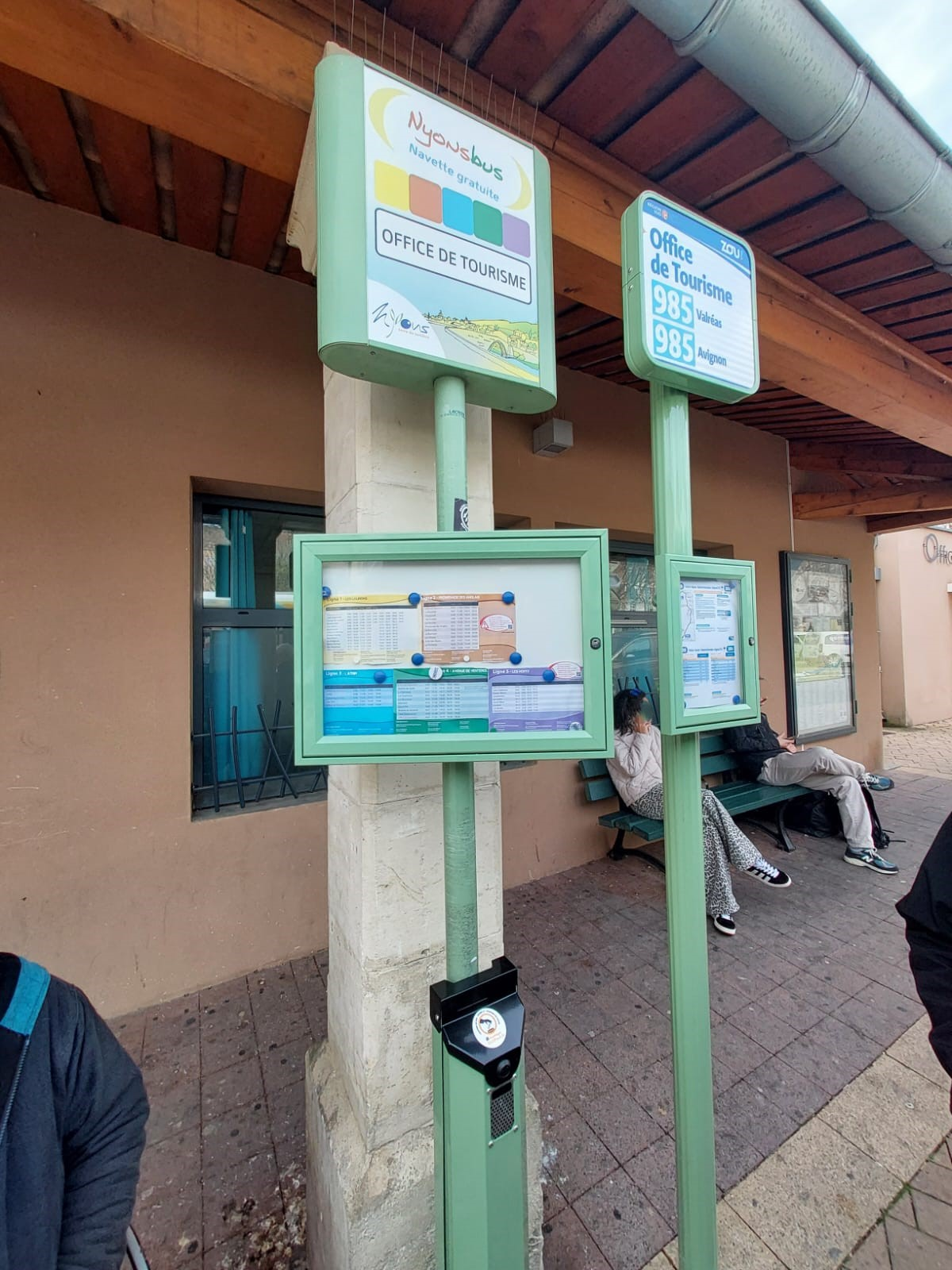

Le réseau dessert 40 arrêts, répartis en 5 lignes.

### Propreté
Certains arrêts du NyonsBus ont été équipés de cendriers à mégots.

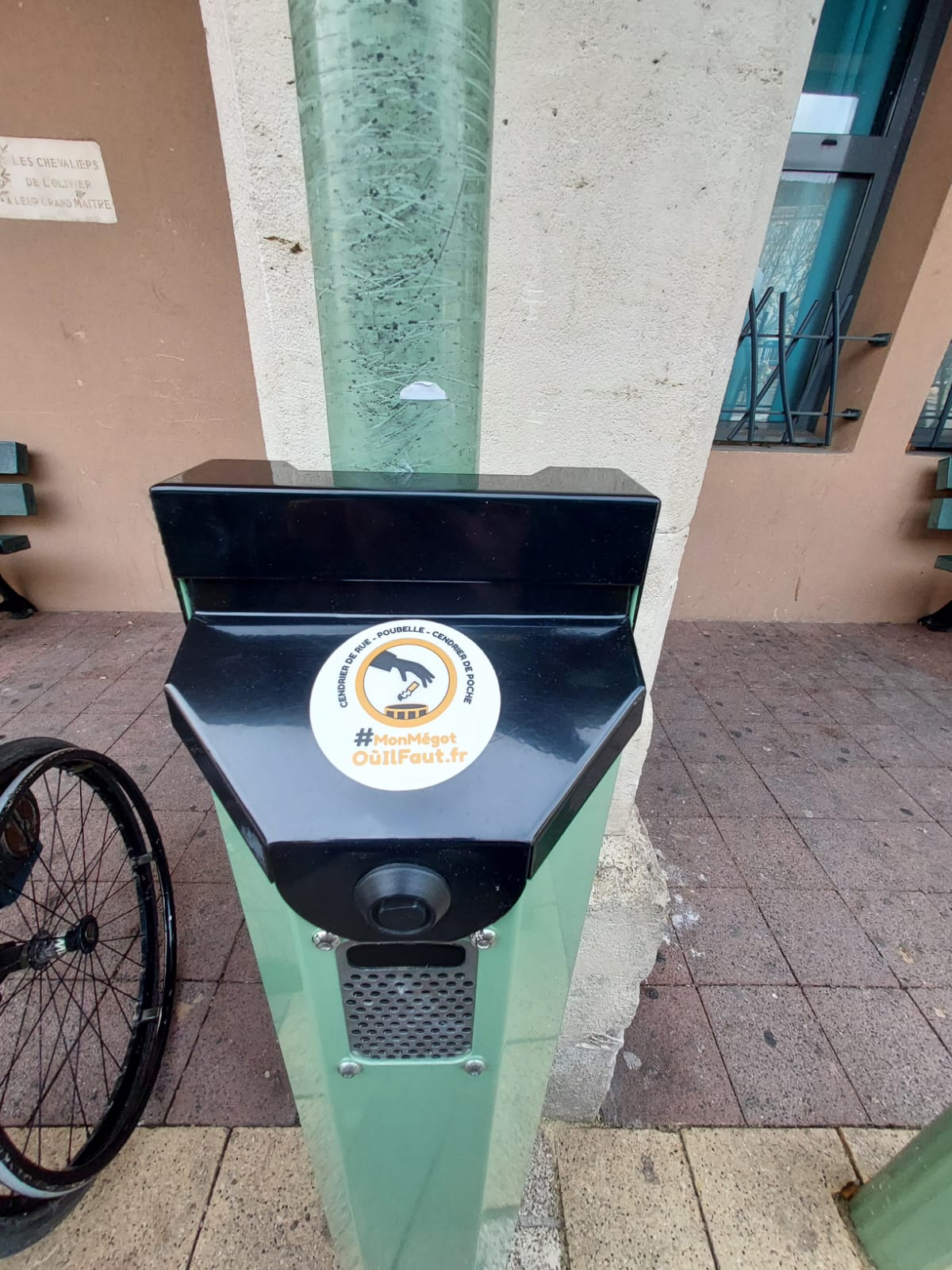

## Identité visuelle

### Logo

Le logo Nyons Bus.

Le logo du réseau est très simpliste. Il se compose du nom du réseau, Nyonsbus, inscrit en lettres minuscules à l’exception du premier N qui est écrit en majuscules. Deux couleurs sont utilisées, le rouge, qui rappelle la couleur du blason de la ville, et le vert pour rappeler les montagnes environnantes.

### Livrée des véhicules

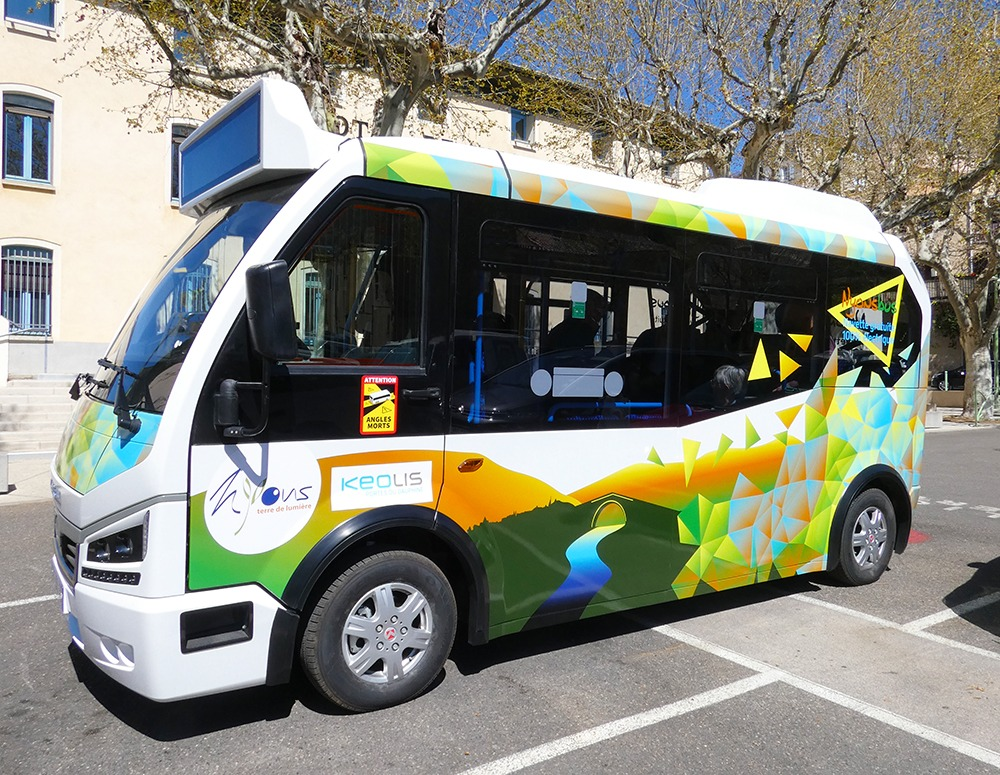
Livrée du NyonsBus

La livrée des véhicules comportent plusieurs nuances de bleu, d'orange et de vert. On y reconnait aussi le pont de Nyons, classé au titre des monuments historiques en 1925. 

## Intermodalité

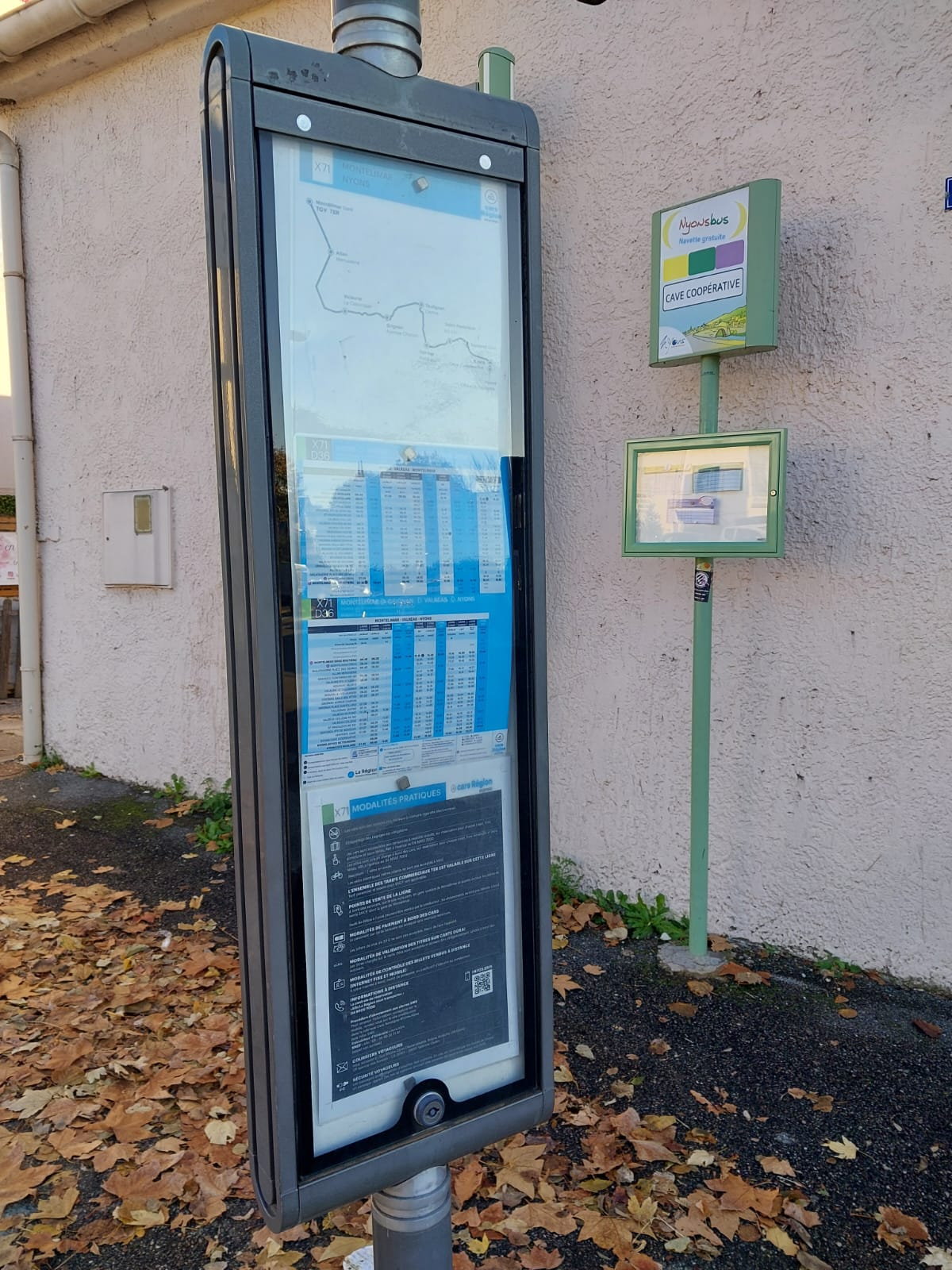
Poteaux d’arrêts des lignes D76/X71 du réseau Cars Région et du Nyons Bus à la cave coopérative.

La ville de Nyons est également desservie par plusieurs lignes interurbaines. Celles-ci entrent en correspondance avec le Nyons bus au niveau de l’arrêt central de ce dernier, Office de Tourisme, ainsi qu’au niveau de la Cave Coopérative pour les lignes à destination de Montélimar.
Les lignes interurbaines régionales concernées sont, pour le réseau Cars Région de la région Auvergne-Rhône-Alpes, les D36 et X71, qui relient toutes deux la ville à la gare de Montélimar. La première dessert pas moins de 32 arrêts et passe par les communes de Malataverne, Granges-les-Beaumont, Roussas, Valaurie, Réauville, Grignan, Salles-sous-Bois, Taulignan, Valréas, Saint-Pantaléon-les-Vignes et Venterol, tandis que la seconde est une version express avec seulement 10 arrêts.
Le réseau Zou ! de la Région Provence-Alpes-Côte d'Azur propose quant à lui la ligne 985, qui relie Nyons à la gare d'Avignon TGV en passant par Mirabel-aux-Baronnies, Vaison-la-Romaine, Malaucène, Carpentras et Avignon centre.
Pour les cyclistes, de nombreux arceaux à vélos ont mis à disposition à proximité des arrêts.  

## Exploitation

### État de parc
Le réseau dispose d'un véhicule électrique de type Karsan e-Jest d'une autonomie de 210 km, en fonctionnement depuis avril 2023. Le véhicule a une capacité de 21 places dont 10 places assises, 2 strapontins et 9 places debout. Le précédent bus, un Dietrich City 23, assure le relais en cas d’indisponibilité du précédent.
| Modèle           | Nombre de véhicules | Numéro de parc | Date de mise en service | Exploitant                | Affectation     |
| ---------------- | ------------------- | -------------- | ----------------------- | ------------------------- | --------------- |
| Dietrich City 29 | 1                   | -              | Juin 2019               | Keolis Portes du Dauphiné | Réserve         |
| Karsan e-Jest    | 1                   | -              | Avril 2023              | Keolis Portes du Dauphiné | 1, 2, 3, 4 et 5 |

### Dépôt
Les véhicules exploités sur le réseau sont stationnés au centre technique municipal. Celui-ci est situé sur le territoire de la commune de Nyons, dans l’Avenue Frédéric Mistral (44° 21′ 21″ N, 5° 07′ 26″ E
), à côté de la gendarmerie. Il est accessible en bus avec les lignes 1 et 5 au niveau de l’arrêt Gendarmerie, située à environ 200 mètres à l’est. Il accueille les deux minibus du réseau, l’un affecté au service et le second en réserve en cas d’indisponibilité du précédent. Le minibus électrique dispose également d’une borne de recharge sur place.

### Sécurité
Conformément à la législation en vigueur, l’ensemble du parc est soumis à un contrôle technique, effectué par un centre indépendant et reconnu, valable 6 mois. Au cours de cette visite, tous les éléments de sécurité ainsi que l’arrimage des sièges, le fonctionnement des portes ou encore les feux sont vérifiés.

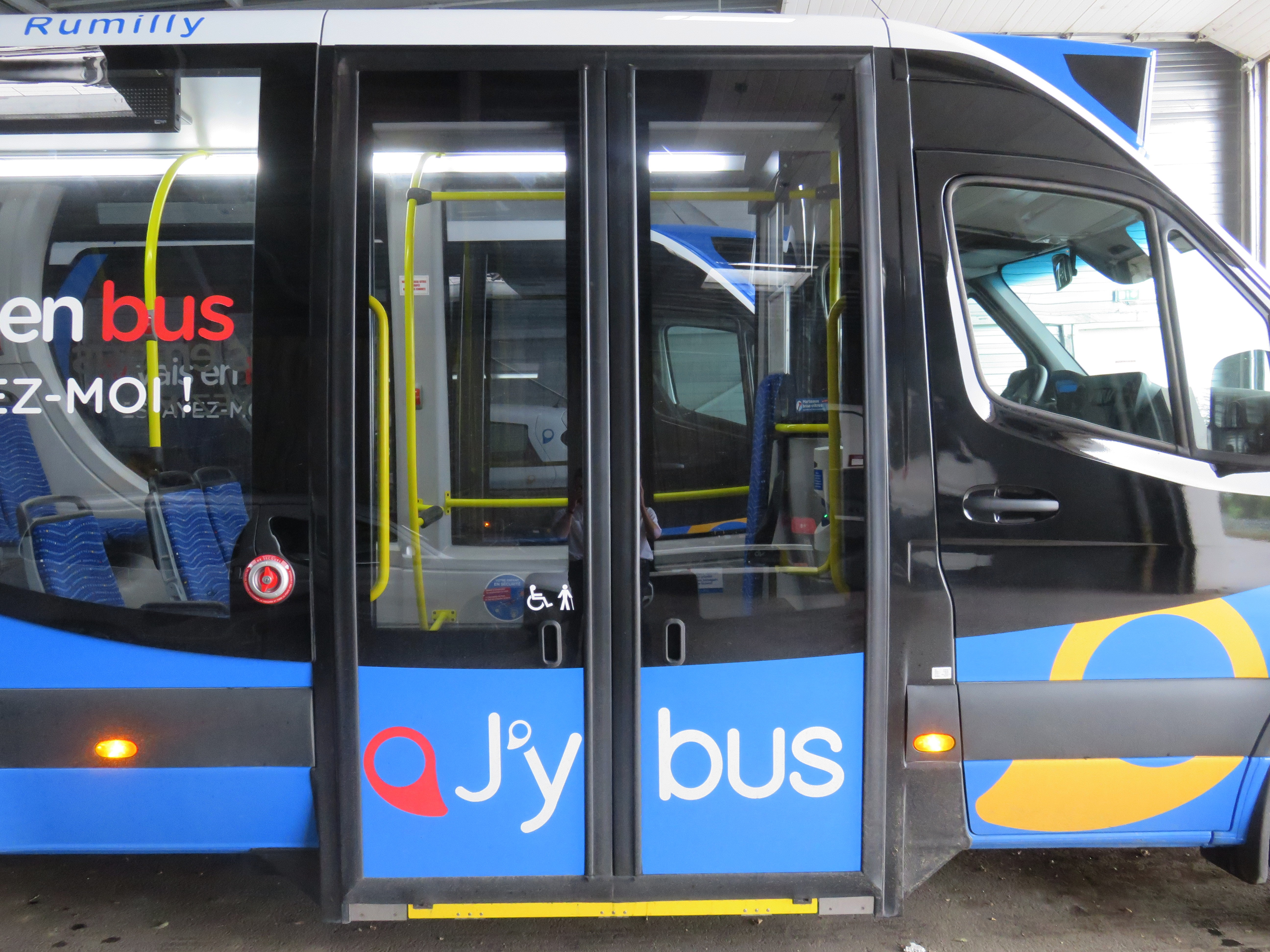
Les portes des véhicules sont dotées de bords sensibles, capables d’empêcher leurs fermetures en cas d’anomalie. On note aussi, à gauche, la présence du robinet d’ouverture d’urgence depuis l'extérieur.

Les portes sont dotées de bords sensibles, capable de remarquer la présence d’un corps étranger entre les battants. En cas d’anomalie, cette sécurité entraîne un phénomène de réversion, c’est-à-dire la réouverture des portes. En cas de problème empêchant l’ouverture des battants depuis le poste de conduite, deux mécanismes, l’un à l’extérieur et l’autre à l’intérieur, sont installés à proximité des portes latérales et permettent de déclencher la décompression, c’est-à-dire le fait de vider les réserves d’air comprimé, rendant ainsi les battants inertes et maniables à la main.
Ils sont également dotés de moyens de lutte contre l’incendie, notamment un extincteur, qui est situé contre le poste de conduite.

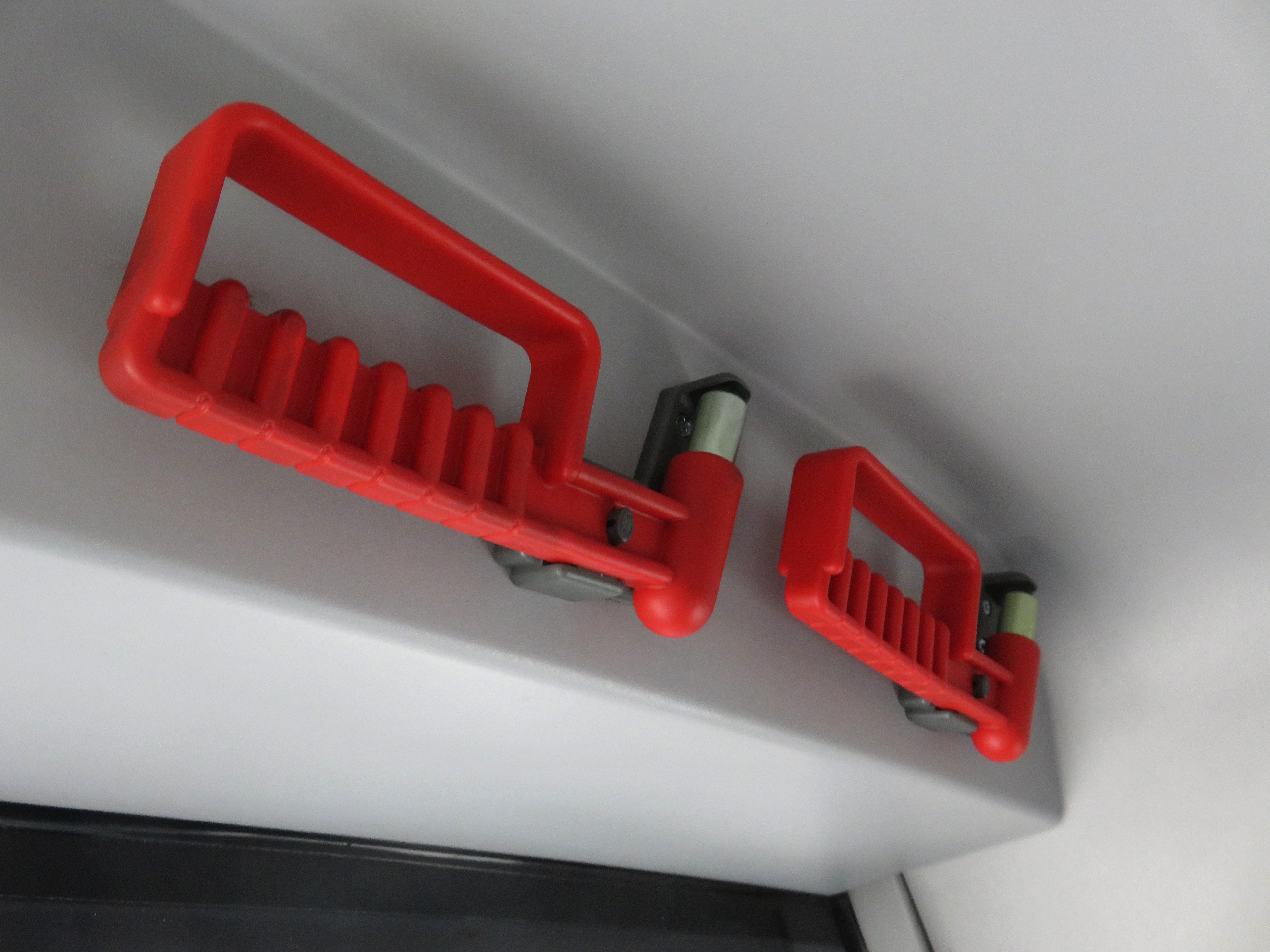
L’ensemble des véhicules est équipés de marteaux brise-vitre afin de pouvoir casser les vitres pour évacuer en cas d’urgence.

Enfin, tous les bus sont équipés de marteaux brise-vitre situés derrière le conducteur. Conformément à la législation en vigueur pour les minibus, une vitre latérale et la glace arrière des véhicules, signalés par la mention « Issue de secours », peuvent être brisées afin d’évacuer le bus en cas d’urgence (incendie, accident, ...).

### Personnel d’exploitation
2 chauffeurs salariés de Keolis mis à disposition pour  la continuité du service.

### Information aux voyageurs
Les voyageurs peuvent être prévenus des perturbations du transport par un système d'alerte par SMS.

### Financement
Le service est financé par le budget général de la commune.

### Tarification et points de vente
Le service est gratuit.

## Impact socio-économique

### Trafic
En 2016, le service a enregistré 47 000 voyageurs, dont 5 000 sur le seul mois de juin.
En 2017, selon les statistiques présentées par la municipalité, le service est utilisé par 4000 à 4500 utilisateurs mensuels. Il est aussi établi que les lignes 1 et 4 concentre 80 %.
Fréquentation 2024 (de septembre à août) : 49 637 voyageurs.
Répartition de la fréquentation : Ligne 1 : 39 %, Ligne 2 : 14%, Ligne 3 : 11 %, Ligne 4 : 17%, Ligne 5 : 19%